# Жары (Петушинский район)
Жары — деревня в Петушинском районе Владимирской области России. Входит в состав Петушинского сельского поселения.

## География
Расположена в 18 км на север от Петушков.

## История
Деревня основана помещиком Салтыковым в первой половине XVIII века, входила в состав Ново-Спасского прихода.
В конце XIX — начале XX века деревня являлась центром Жаровской волости Покровского уезда Владимирской губернии, с 1921 года — в составе Орехово-Зуевского уезда Московской губернии, с 1924 года — в составе Воспушенской волости. В 1859 году в деревне числилось 60 дворов, в 1905 году — 91 дворов, в 1926 году — 101 дворов.
С 1929 года деревня являлась центром Жаровского сельсовета Петушинского района Московской области, с 1944 года — в составе Владимирской области, с 1945 года — в составе Покровского района, с 1954 года — в составе Костинского сельсовета, с 1960 года — в составе Петушинского района, с 1984 года — в составе Аннинского сельсовета, с 2005 года — в составе Петушинского сельского поселения.

## Население
| 1859 | 1905 | 1926 | 2002 | 2010 | 2021 |
| ---- | ---- | ---- | ---- | ---- | ---- |
| 421  | ↗572 | ↘425 | ↘3   | ↗5   | ↘1   |